# Usine Framatome de Lingen
L'usine Framatome de Lingen est une usine de production d'éléments combustibles située en Basse-Saxe à Lingen (Ems). L’usine fabrique des assemblages combustibles destinés aux réacteurs à eau légère. L’exploitant est Advanced Nuclear Fuels GmbH, une filiale de Framatome (anciennement Areva NP (réacteurs et services) et ancienne branche d'Areva).
Le site emploie environ 310 personnes, ainsi que 25 apprentis et une cinquantaine d'employés d'entreprises extérieures.
Après la révision énergétique décidée en 2011 à l'occasion de la catastrophe des réacteurs de Fukushima et du démantèlement progressif des centrales nucléaires en Allemagne, le site de Lingen est de plus en plus axé sur l'exportation d'éléments combustibles, y compris pour les centrales nucléaires de Doel et Tihange en Belgique, qui ont été mises en cause en raison de manquements en matière de sécurité. La part des exportations est maintenant comprise entre 80 et 90%, après un peu plus de 50% avant 2011.
Bien que, selon le ministère fédéral de l'Environnement à la fin de 2018, ni l'État français, ni les sociétés opérationnelles ne prévoient de « réduire ou d'arrêter la production de combustible nucléaire à la centrale de Lingen », une lettre de la préfecture d'Occitanie, située dans le Sud de la France, en parle. La production de combustible nucléaire devrait à l'avenir être "relocalisée" sur le territoire français.

## Fabrication d'assemblages combustibles
L'usine de fabrication de combustible (ANF) a été mise en service le 19 janvier 1979.
L'hexafluorure d'uranium (UF6) fourni est réduit dans une usine de conversion en dioxyde d'uranium (UO2) sous forme de poudre, puis compressé en comprimés. Les tablettes sont frittées et broyées aux dimensions spécifiées. Après un contrôle de qualité, les comprimés sont introduits dans les tubes de gainage des crayons de combustible et réunies en assemblages combustibles.
La capacité de traitement annuelle maximale autorisée de l’usine de conversion à sec est de 800 tonnes d’uranium, tandis que celle des autres unités est de 650 tonnes.
La fabrication des gaines a lieu dans une succursale de Duisburg, tandis que les pièces de tête et de pied ainsi que les entretoises sont fabriquées dans une succursale de Karlstein am Main.

## Événements à signaler
À la fin de 2016, 139 événements notables s'étaient produits dans l'annexe.
Le 31 août 1999, dans le cadre d'une inspection, un tas de 4 kg d'oxyde d'uranium a été découvert dans un cône en vrac d'un appareil de détection. À la suite de la fatigue du matériau une soudure a cédé, de sorte que le dioxyde d'uranium a pu pénétrer dans la cavité du cône en vrac et s'y accumuler. Cet événement a été considéré comme un événement à notifier de niveau 0 (événement sans importance pour la sûreté ou avec une sûreté mineure) selon l’Échelle internationale d’évaluation des événements nucléaires (INES).
Le 5 juin 2004, un feu couvait dans un filtre HEPA alors que l'usine ne fonctionnait pas. Certaines parties du système de ventilation étaient contaminées et devaient être nettoyées et remplacées. L'incendie a également été classé comme événement à déclaration obligatoire de niveau INES 0 avec la catégorie de déclaration E.
Le 7 juillet 2005, le système de remplissage d’un récipient contenant des comprimés d’oxyde d’uranium était défectueux. Au lieu des 18 kg autorisés, un conteneur de 20 l a été rempli avec 28,66 kg. La quantité excessive a ensuite été transférée dans un deuxième conteneur de sorte que le taux de remplissage soit conforme aux spécifications. Cet événement a été classé comme défaillance INES niveau 1 avec la catégorie de déclaration E.
En 2017, a été signalée une fuite sur un réacteur.
Le 7 novembre 2018, de l'humidité s'est accumulée dans l'usine de conversion à sec en raison d'un dysfonctionnement de l'alimentation en vapeur. Les composants défectueux ont dû être remplacés. L'événement est classé comme un dysfonctionnement, un dommage ou une défaillance du système de sécurité, avec pour conséquence qu'au moins une partie du dispositif de sécurité n'était pas disponible. Dès mai 2018, il y avait une fuite des canalisations de l'usine de conversion à sec, à la suite de quoi la portion de canalisation en question a dû être changée. Le 27 novembre 2018 (également dans l'usine de conversion à sec), des fissures ont été détectées sur un réacteur au cours d'un test régulier.
Le 6 décembre 2018 à 18h 30, un incendie s'est déclaré dans un laboratoire nucléaire et n'a pu être éteint qu'après une heure et demie environ. Une photo publiée par Miriam Staudte, députés de BÜNDNIS90/Les Verts au Parlement de Basse-Saxe, montre la zone des dégâts, dont la taille, selon les premières données publiées, est de 40 × 40 cm. Il n'y a pas eu de fuite de "substances dangereuses". Un vaporisateur contenant un liquide contenant de l'uranium avait été incendié par une réaction chimique inattendue au cours de laquelle, selon la direction, seulement "quelques centaines de grammes" de liquide avaient été vaporisés pour récupérer l'uranium qu'il contenait. [18] Selon un représentant du ministère de l'Environnement de Basse-Saxe, environ 55 litres d'hydrogène ont été brûlés dans un grand jet de flamme. Des lignes contenant de l'eau contenant de l'uranium ont été arrachées des ancrages et brûlées, de sorte qu'un total de 1 mètre cube d'eau contenant de l'uranium s'est répandu. Après l'incendie, la production a été arrêtée . Elle a pu reprendre depuis le 4 février 2019, sous certaines conditions.

## Politique
En 2007, le Ministère fédéral de l’économie et de la technologie a estimé que la sécurité de l’approvisionnement en uranium était très élevée. Le "raffinage" assuré par l'usine de combustible de Lingen et l'usine d'enrichissement d'uranium de Gronau a transformé l'énergie nucléaire en "énergie quasi-domestique". Toutefois, selon l'Agence fédérale de l'environnement, l'uranium nécessaire doit être importé à 100%.
En octobre 2012, des opposants à l'énergie nucléaire ont protesté contre le maintien de l'exploitation de la centrale.
Le 7 mars 2013, le gouvernement fédéral a annoncé son intention de continuer à exploiter l'usine de montage de combustible. Leur fermeture n'a pas été incluse dans la décision d’arrêt du nucléaire, car la centrale se distingue fondamentalement des centrales nucléaires en ce qui concerne la sécurité.
En juillet 2013, un nombre nettement plus important d'opposants au nucléaire ont de nouveau protesté contre le maintien de l'exploitation de la centrale  et en septembre 2015, eut lieu un autre blocus de courte durée.